# Nawaf Al-Ahmad Al-Jaber Al-Sabah
Nawaf Al-Ahmad Al-Jaber Al-Sabah (tiếng Ả Rập: نواف الأحمد الجابر الصباح Nawwāf al-ʾAḥmad al-Jābir aṣ-Ṣabāḥ; 25 tháng 6 năm 1937 – 16 tháng 12 năm 2023) là Tiểu vương Kuwait và Tư lệnh Lực lượng Quân sự Kuwait. Vào ngày 30 tháng 9 năm 2020, ông kế vị ngai vàng sau cái chết của người anh trai cùng cha khác mẹ, Sabah Al-Ahmad Al-Jaber Al-Sabah. Nawaf đã được đề cử làm Thái tử vào ngày 7 tháng 2 năm 2006.
Ông được đưa vào bệnh viện vào ngày 29 tháng 11 năm 2023 sau một tình trạng sức khỏe khẩn cấp. ông qua đời ngày 16 tháng 12 sau đó mà chưa rõ nguyên nhân.

## Đầu đời và giáo dục
Sheikh Nawaf Al-Ahmed Al-Jaber Al-Sabah sinh ngày 25 tháng 6 năm 1937. Ông là con trai của vị quân vương thứ 10 của Kuwait, Sheikh Ahmad Al-Jaber Al-Sabah. Ông đã học ở nhiều trường khác nhau tại Kuwait.

## Sự nghiệp
Sheikh Nawaf là một trong những thành viên phục vụ cao cấp nhất của Hạ viện Sabah và đã phục vụ đất nước Kuwait hơn 58 năm với nhiều trọng trách khác nhau. Ở tuổi 25, ông được bổ nhiệm làm thống đốc của Hawalli vào ngày 21 tháng 2 năm 1962 và giữ chức vụ này cho đến ngày 19 tháng 3 năm 1978. Năm 1978, ông đảm nhận chức vụ Bộ trưởng Bộ Nội vụ và giữ chức vụ này cho đến ngày 26 tháng 1 năm 1988 thì được bổ nhiệm làm Bộ trưởng Bộ Quốc phòng. Trong Chiến tranh Vùng Vịnh, sau khi Kuwait được giải phóng, ông được bổ nhiệm làm Bộ trưởng Bộ Lao động và Xã hội vào ngày 20 tháng 4 năm 1991 và giữ chức vụ này cho đến ngày 17 tháng 10 năm 1992.
Vào ngày 16 tháng 10 năm 1994, Sheikh Nawaf được bổ nhiệm làm chỉ huy tối cao của Vệ binh Quốc gia Kuwait và giữ chức vụ đó cho đến năm 2003. Cùng năm, Sheikh Nawaf tiếp tục đảm nhiệm chức vụ Bộ trưởng Nội vụ cho đến khi Nghị định Amiri được ban hành vào ngày 16 tháng 10 năm 2003, chỉ định ông làm Phó Thủ tướng thứ nhất của Kuwait và Bộ trưởng Nội vụ. Sheikh Nawaf đóng một vai trò quan trọng trong việc hỗ trợ các chương trình hỗ trợ đoàn kết dân tộc thuộc Hội đồng Hợp tác Vùng Vịnh của các quốc gia Ả Rập và các quốc gia Ả Rập.
Với sự lên ngôi của Sheikh Sabah Al-Ahmad Al-Jaber Al-Sabah làm lãnh đạo Kuwait vào ngày 29 tháng 1 năm 2006, Nghị định Amiri được ban hành vào ngày 7 tháng 2 năm 2006 chính thức chỉ định Sheikh Nawaf làm Thái tử. Điều này trái với truyền thống của gia đình Al-Sabah, theo đó các văn phòng của Emir và Thái tử được cho là luân phiên giữa các chi nhánh của Al-Jaber và Al-Salem.
Sheikh Sabah qua đời vào ngày 29 tháng 9 năm 2020, Nawaf được công bố là Tiểu vương Kuwait trong một cuộc họp của Quốc hội.

## Đời sống riêng tư
Sheikh Nawaf kết hôn với Sharifa Sulaiman Al-Jasem Al-Ghanim, con gái của Sulaiman Al-Jasem Al-Ghanim. Họ có bốn người con trai và hai người con gái.

## Chức vị, phong cách và danh hiệu

### Danh hiệu và giải thưởng
- Tây Ban Nha:
  -  Knight Grand Cross of the Order of Civil Merit (23 tháng 5 năm 2008)[21]
- Argentina:
  -  Knight Grand Cross of the Order of the Liberator General San Martín (ngày 1 tháng 8 năm 2011)[22]